# Барбоза, Моасир
Моасир Барбоза Насименту (порт.-браз. Moacir Barbosa Nascimento; 27 марта 1921, Кампинас, Сан-Паулу — 7 апреля 2000, Прая-Гранди, Сан-Паулу) — бразильский футболист, вратарь. Известен по выступлениям за клуб «Васко да Гама», за который играл в 1945—1955 и 1958—1962 годах. В составе сборной Бразилии становился чемпионом Южной Америки 1949 года, однако наиболее известен тем, что защищал ворота сборной на чемпионате мира 1950 года, в решающем матче которого его команда проиграла Уругваю 1:2, уступив ему титул. Второй гол Уругвая стал причиной для остракизма Барбозы в бразильском обществе, поскольку был забит из-за его ошибки.

## Клубная карьера
Моасир Барбоза родился 27 марта 1921 года в Кампинасе (штат Сан-Паулу) в семье Эмидио Барбозы и Изауры Феррейры в районе Руа Мажор Салон в Кампинасе. Помимо него, в семье было ещё 10 детей. Он начал свою карьеру в любительском клубе «Атлетико Тамандере». Затем играл в качестве левого нападающего в клубе АДСИ, принадлежащей фармацевтической компании, в которой работал футболист. Через два года он перешёл в «Ипирангу» уже в качестве голкипера. А в 1945 году Барбоза стал игроком «Васко да Гамы», заменив основного вратаря команды Родригеса, завершившего карьеру. В первом же сезоне в команде Моасир помог клубу выиграть Лигу Кариока, при этом команда не проиграла ни одной встречи в сезоне. Также тот сезон стал началом команды, позже прозванной «Экспресс из Витории», выигравшей 5 титулов Лиги Кариоки и один турнир Рио-Сан-Паулу. Наи высшим же достижением того периода стала победа в клубном чемпионате Южной Америки в 1948 году. Сам Барбоза на турнире пропустил лишь 3 гола в 6 матчах. А в решающей игре он смог сохранить свои ворота в неприкосновенности в матче с «Ривер Плейтом» времён «Ла Машины», в составе которого играли Ди Стефано, Хосе Мануэль Морено, Анхель Лабруна и Феликс Лоустау.
В 1953 году Моасир в столкновении с игроком «Ботафого» Зезиньо получил тяжёлую травму — перелом ноги. После этого он впал в депрессию. Но выйти из неё помогли болельщики «Васко», которые постоянно навещали футболиста. Дошло до того, что у больницы, где он лежал, стали собираться очередь из людей, желавших посетить травмированного игрока. В 1956 году он перешёл в «Санта-Круз», затем играл в «Бонсусессо», вновь в «Васко да Гаме». Карьеру он завершил в 1962 году в клубе «Кампо Гранде»: свой последний матч он провёл 8 июля, в ходе которого вынужден был покинуть поле, почувствовав травму мышцы ноги.

## Международная карьера

### Начало карьеры
В составе сборной Бразилии Барбоза дебютировал 16 декабря 1945 года в матче с Аргентиной на Кубок Рока, в котором бразильцы проиграли 3:4, а сам Барбоза был заменён по ходу игры на Обердана Каттани. После этого Бразилия с Аргентиной на турнире сыграли ещё дважды, а титул достался команде Барбозы, который в сборную уже не приглашался. Второй матч за национальную команду Моасир сыграл лишь 3 года спустя на Кубке Риу-Бранко со сборной Уругвая (1:1). В 1949 году Флавио Коста, совмещавший работу в сборной страны и «Васко да Гаме» взял Барбозу в качестве основного голкипера на чемпионат Южной Америки. Там голкипер сыграл все 8 матчей, а его команда выиграла золотые медали первенства, впервые с 1922 года.

### Чемпионат мира 1950 года
Когда ты говоришь о 1950 годе, никто не думает об общем крахе. Бразилец уже забыл о жёлтой лихорадке, обязательной вакцинации, испанке, убийстве сенатора Пиньейру Машаду. Но что он не забывает — это так называемого «цыпленка» Барбозу.
В 1950 году Барбоза в качестве основного вратаря поехал в составе сборной на домашний чемпионат мира. В первом групповом турнире команда провела три матча, одержав две победы и сыграв один раз вничью. Финальный групповой турнир команда начала с крупной победы со счётом 7:1 над Швецией, а затем разгромила Испанию со счётом 6:1. Последняя встреча Бразилии предстояла против Уругвая, у которого было на одно очко меньше. Таким образом, Бразилии достаточно было сыграть вничью для завоевания титула чемпиона мира. В канун матча пресса уверенно предрекала победу Бразилии: так, «Gazeta Esportiva» выпустила статью «Завтра мы победим Уругвай!», а «O Mundo» опубликовала фотографию команды с текстом «Это чемпионы мира». Уверенность в исходе была настолько велика, что игроки сборной прямо перед матчем получили золотые часы с надписью «Для чемпионов мира», а президент ФИФА Жюль Риме заранее заготовил речь, в которой чествовал бразильцев.
Однако решающий матч сложился совершенно по другому сценарию: доминировавшая в течение первой половины встречи Бразилия открыла счёт только во втором тайме, но Уругвай сумел сравнять его. На 79-й минуте при счёте 1:1 нападающий уругвайцев Альсидес Гиджа прорвался по правому флангу и нанёс мощный удар в ближний угол, выведя Уругвай вперёд и принеся ему победу. По мнению многих, в этом эпизоде Барбоза не смог потащить не самый сложный удар, поэтому и стал виновником пропущенного гола и итогового поражения. Более того, некоторые указывали на конкретный недочёт вратаря, который за секунду до удара начал двигаться к дальнему углу, а Гиджа, увидев это, нанёс удар в ближний, при этом мяч прошёл между левой рукой вратаря, уже упавшего на газон, и его ногами в районе подмышки. Уже после смерти Барбозы его дочь сказала, что отец ей поведал о том, что он не видел, как мяч попал в сетку, уверенный, что смог его отбить, лишь услышал тишину, накрывшую Маракану.
После игры Барбоза и его жена Клотилда отправились домой. Там они оставили машину и пришли на площадку возле дома, где семья с соседями заранее накрыли стол, думая вместе отпраздновать победу. Когда они пришли на площадку, там никого не было, а еда была нетронутой. Историк Арманду Ногейра писал о вратаре следующее:

Однозначно, Барбоза — человек, больше всех пострадавший от несправедливости в истории бразильского футбола. Это был выдающийся вратарь. Он творил чудеса. Гол Гиджи в финале Кубка 1950 поразил его подобно проклятью. И чем больше я вижу воткнутых в него копий, тем больше я его оправдываю. Этот матч был проигран Бразилией ещё до его начала.
Оригинальный текст (порт.)Certamente, a criatura mais injustiçada na história do futebol brasileiro. Era um goleiro magistral. Fazia milagres, desviando de mão trocada bolas envenenadas. O gol de Ghiggia, na final da Copa de 50, caiu-lhe como uma maldição. E quanto mais vejo o lance, mais o absolvo. Aquele jogo o Brasil perdeu na véspera.

### После чемпионата мира
Вопреки расхожему мнению, последним матчем Барбозы за сборную стал отнюдь не матч 1950 года против Уругвая. В 1953 году он поехал на свой второй чемпионат Южной Америки, где даже сыграл один матч с Эквадором, в котором отстоял на ноль. Но на этом турнире основным вратарём всё же являлся Карлос Кастильо, потому эта встреча осталась для Моасира единственной на турнире. Он был кандидатом на поездку на чемпионат мира 1954, но из-за перелома ноги, полученного за год до этого, на турнир не попал. Таким образом, матч против Эквадора стал для Барбозы последним в составе сборной Бразилии, а всего за национальную команду он провёл 20 официальных и два неофициальных матча, в которых пропустил 27 голов.

## Стиль игры
Барбоза отличался очень смелым стилем игры. В частности он всегда прыгал в ноги атакующих соперников, что приводило к травмам. В частности, у него было 6 переломов левой руки и пять на правой. Также Моасир отличался нелюбовью к вратарским перчаткам, играя только голыми руками. Ещё одной отличительной особенностью Барбозы был его невысокий для вратаря рост 170 см, который он уравновешивал отменной прыгучестью.

## Достижения
- Чемпион Лиги Кариоки: 1945, 1947, 1949, 1950, 1952
- Обладатель Кубка Рока: 1945
- Обладатель Кубка Риу-Бранко: 1947, 1950
- Победитель турнира Рио-Сан-Паулу: 1948
- Чемпион Южной Америки среди клубов: 1948
- Чемпион Южной Америки: 1949
- Обладатель Кубка Рио: 1953

## После игровой карьеры
Завершив игровую карьеру, Моасир устроился работать суперинтендантом при стадионе Маракана. В 1963 году он пригласил друзей на барбекю, которое устроил из деревянных ворот стадиона Маракана, стоявших там со времён его постройки. Вместо деревянных ворот тогда на стадион установили железные ворота фирмы ADEG, которая управляла стадионом, а Моасир как сотрудник этой компании ADEG и суперинтендант стадиона имел право выкинуть деревянные ворота. Однако, разломав их на мелкие части, он разжёг из них костёр и пожарил на углях мясо.
В 1988 году вышел короткометражный фильм «Барбоза» режиссёра Аны Луизы Азеведу, по сюжету которого один человек отправляется в прошлое, чтобы предотвратить второй пропущенный Барбозой гол.
Последние годы жизни Барбоза прожил в городе Прая-Гранди в нищете. В 2000 году, незадолго до своей смерти, Барбоза в одном из интервью сказал, что в его стране максимальное наказание для преступников составляет 30 лет лишения свободы, в то время как его срок наказания составлял 50 лет. В интервью 10-летней давности он упоминал, что «заплатил 40 лет за преступление, которого не совершал».
По словам Барбозы, самую большую боль ему причинила женщина, которая однажды обратилась к своему сыну, указывая на Барбозу: «Послушай, сынок. Этот человек заставил всю Бразилию рыдать». В 1993 году, накануне игры Бразилии с Уругваем, Барбоза захотел встретиться с тогдашним голкипером национальной команды Клаудио Таффарелом. Но главный тренер команды Карлос Алберто Паррейра отклонил предложение, посчитав встречу с Моасиром плохой приметой.
Моасир Барбоза скончался в Прая-Гранди 7 апреля 2000 года от острой сердечной недостаточности и был похоронен там же на кладбище Морада да Гранди Планисе.
В 2006 году Барбоза был включён в символическую сборную клуба «Васко да Гама» за всю историю его существования.

## Личная жизнь
Жена Барбозы Клотильда в 1997 году умерла от рака позвоночника. Смерть жены, с которой он прожил 56 лет, стала худшим моментом его жизни. Последние годы жизни Моасир прожил с приёмной дочерью Терезой Борба. Своих детей у него не было.
Моасир обвинялся в поддержке коммунизма, за то, что он подписал манифест бразильской коммунистической партии, в те годы запрещённой в стране. Сам голкипер утверждал, что не знал, какой документ подписывал.

## Комментарии
1. ↑  Вариант написания имени — Моакир Барбоза Насименту[2]
2. ↑  Словом «цыплёнок» (порт. frango) в футбольном лексиконе португальского языка называют гол, пропущенный командой вследствие ужасной ошибки со стороны вратаря[14] (в русском футбольном лексиконе такой гол называется «бабочка»).